# Trois croix pour ne pas mourir
Pour plus de détails, voir Fiche technique et Distribution.
Trois croix pour ne pas mourir (Tre croci per non morire) est un western spaghetti italien sorti en 1968, réalisé par Sergio Garrone.

## Synopsis
Reno, un assassin, Paco, un mexicain voleur de chevaux et Jerry, un dom juan, sont arrêtés par un shérif, apparemment sous l'influence d'un moine. L'affaire devient plus claire quand ils sont amenés dans la geôle du shérif, où ils rencontrent Francisco Ortega, incarcéré lui aussi, mais dans l'attente de la réponse à sa demande de grâce, adressée au gouverneur. Ils apprennent donc qu'Ortega va être exécuté pour un homicide, malgré le combat juridique mené par son père. Lors de la première nuit, Ortega, malade, délire en nommant une certaine Dolores. La nuit suivante, tout le monde s'évade et se retrouve en présence du père d'Ortega, ainsi que de deux religieux, et de Mulligan, l'avocat de la famille : on propose à nos trois aventuriers la somme de 30 000 dollars pour essayer de prouver l'innocence du jeune homme, avant dix jours. Ils se rendent donc au pays d'origine des Ortega, et enquêtent sur l'affaire Fletcher, dans laquelle Francisco est accusé. Ils apprennent aussi que tous ceux qui ont enquêté jusque là sont morts. De fait, leur voyage rencontre mille difficultés. Sans comprendre qui est derrière tout cela, ils commencent à croire sérieusement à l'innocence du jeune homme. 
Arrivés au pays, ils cherchent Dolores, et s'aperçoivent de l'hostilité diffuse envers les mexicains. Faisant usage de toutes leurs ressources, ils s'introduisent dans le ranch de Fletcher, pour se rendre compte que Mulligan n'est autre que le maire du pays, et qu'il est convaincu de la culpabilité de Francisco, alors qu'il se présente comme son avocat. Entre-temps, Jerry découvre que Dolores est propriétaire d'un domaine. Il commence à la séduire. Tous trois découvrent qu'elle fait partie d'un complot, ourdi par Mulligan, pour éliminer Fletcher, de façon qu'il puisse s'emparer, en tant que maire, des terres de Fletcher et ensuite de celles des Mexicains. Fletcher a d'ailleurs été tué par Rod, un homme de main de Mulligan, et ce dernier a utilisé Dolores, sa compagne, pour attirer Francisco, amoureux d'elle, dans un piège.

## Fiche technique
- Titre français : Trois croix pour ne pas mourir
- Titre original italien : Tre croci per non morire
- Langue : italien
- Pays :  Italie
- Année de sortie : 1968
- Durée : 94 minutes
- Format d'image : 2.35:1
- Genre : western spaghetti
- Réalisation : Sergio Garrone (sous le pseudo de Willy S. Regan)
- Scénario : Franco Cobianchi, Sergio Garrone
- Production : Sergio Garrone pour G.V.
- Distribution en Italie : Indipendenti Regionali
- Photographie : Sandro Mancori
- Montage : Antonietta Zita
- Musique : Vasili Kojucharov, Elsio Mancuso (comme Vasco Mancuso)
- Costumes : Francesca Romana Cofano
- Maquillage : Emilio Trani

## Distribution
- Craig Hill : Jerry
- Ida Galli (sous le pseudo d'Evelyn Stewart) : Dolores
- Giovanni Cianfriglia (sous le pseudo de Ken Wood) : Reno
- Franco Cobianchi (sous le pseudo de Peter White) : Paco
- Jean Louis : Rod
- Giovanni Ivan Scratuglia : Francisco Ortega
- Amedeo Timpani : l'avocat Mulligan
- Mariangela Giordano : Betty Fletcher
- Raffaele Di Mario : shérif
- Bruno Arié : Brett, un pistolero avec Rod
- Giuseppe Castellano : un pistolero
- Vittorio Andrè : père de Francisco
- Sandro Scarchilli : Juan
- Renato Lupi : le prieur
- Arrigo Peri : le vendeur de chevaux